# Klasy jakości wód w Polsce
Klasy jakości wód w Polsce – sposób oceny stanu jakościowego wód stosowany w Polsce. Klasyfikacja jakości wód podlegała zmianom, a różne typy wód są klasyfikowane w nieco odmienny sposób. Przez kilkadziesiąt lat wody powierzchniowe były dzielone na klasy czystości, a nie jakości. Wyróżniano trzy klasy czystości: I, II, III i wody pozaklasowe (NON). Równolegle istniały systemy klasyfikacji wód podziemnych (cztery klasy jakości) i wód powierzchniowych przeznaczonych do spożycia (trzy kategorie).
Według ramowej dyrektywy wodnej obowiązującej w Unii Europejskiej, jakość wód powierzchniowych należy klasyfikować na podstawie pięciu poziomów stanu ekologicznego. W związku z tym, od roku 2005 nowa klasyfikacja wód obejmuje pięć klas jakości: I, II, III, IV oraz V. Początkowo klasy jakości wód powierzchniowych i podziemnych związane były z ich kategoryzacją jako wód przeznaczonych do spożycia, a następnie z ich stanem ekologicznym.
Zgodnie z Ramową Dyrektywą Wodną podczas prezentacji klas jakości, np. na mapach, używa się pięciu kolorów:
- I – niebieski
- II – zielony
- III – żółty
- IV – pomarańczowy
- V – czerwony.

Dla potencjału ekologicznego powyższy kod modyfikuje się przez dodanie szarych pasów.

## 2005-2008
W okresie przejściowym jakość wód wiązano głównie z ich przydatnością do spożycia i definiowano w podany niżej sposób.

### Wody I klasy jakości
W klasyfikacji pięciostopniowej wody I klasy to wody bardzo dobrej jakości.
W odniesieniu do wód powierzchniowych:
a) spełniają wymagania określone dla wód powierzchniowych wykorzystywanych do zaopatrzenia ludności w wodę przeznaczoną do spożycia, w przypadku ich uzdatniania sposobem właściwym dla kategorii A1,
b) wartość wskaźników jakości wody nie wskazują na żadne oddziaływanie antropogeniczne.
W odniesieniu do wód podziemnych:
a) wartości wskaźników jakości wody są kształtowane jedynie w efekcie naturalnych procesów zachodzących w warstwie wodonośnej,
b) żaden ze wskaźników jakości wody nie przekracza wartości dopuszczalnych jakości wody przeznaczonej do spożycia przez ludzi.

### Wody II klasy jakości
W klasyfikacji pięciostopniowej wody II klasy to wody dobrej jakości.
W odniesieniu do wód powierzchniowych:
a) spełniają wymagania określone dla wód powierzchniowych wykorzystywanych do zaopatrzenia ludności w wodę przeznaczoną do spożycia, w przypadku ich uzdatniania sposobem właściwym dla kategorii A2,
b) wartość biologicznych wskaźników jakości wody wskazują na niewielki wpływ oddziaływania czynników antropogenicznych.
W odniesieniu do wód podziemnych:
a) wartości wskaźników jakości wody nie wskazują na oddziaływania antropogeniczne,
b) wskaźniki jakości wody, z wyjątkiem żelaza i manganu, nie przekraczają wartości dopuszczalnych jakości wody przeznaczonej do spożycia przez ludzi;

### Wody III klasy jakości
W klasyfikacji pięciostopniowej wody III klasy to wody zadowalającej jakości.
W odniesieniu do wód powierzchniowych:
a) spełniają wymagania określone dla wód powierzchniowych wykorzystywanych do zaopatrzenia ludności w wodę przeznaczoną do spożycia, w przypadku ich uzdatniania sposobem właściwym dla kategorii A2 .
W odniesieniu do wód podziemnych:
a) wartości wskaźników jakości wody są podwyższone w wyniku naturalnych procesów lub słabego oddziaływania antropogenicznego,
b) mniejsza część wskaźników jakości wody przekracza wartości dopuszczalne jakości wody przeznaczonej do spożycia przez ludzi;

### Wody IV klasy jakości
W klasyfikacji pięciostopniowej wody IV klasy to wody niezadowalającej jakości.
W odniesieniu do wód powierzchniowych:
a) spełniają wymagania określone dla wód powierzchniowych wykorzystywanych do zaopatrzenia ludności w wodę przeznaczoną do spożycia, w przypadku ich uzdatniania sposobem właściwym dla kategorii A3,
b) wartości biologicznych wskaźników jakości wody wykazują, na skutek oddziaływań antropogenicznych, zmiany ilościowe i jakościowe w populacjach biologicznych;
W odniesieniu do wód podziemnych:
a) wartości wskaźników jakości wody są podwyższone w wyniku naturalnych procesów oraz słabego oddziaływania antropogenicznego,
b) większość wskaźników jakości wody przekracza wartości dopuszczalne jakości wody przeznaczonej do spożycia przez ludzi;

### Wody V klasy jakości
W klasyfikacji pięciostopniowej wody V klasy to wody złej jakości.
W odniesieniu do wód powierzchniowych:
a) nie spełniają wymagań dla wód powierzchniowych wykorzystywanych do zaopatrzenia ludności w wodę przeznaczoną do spożycia,
b) wartości biologicznych wskaźników jakości wody wykazują, na skutek oddziaływań antropogenicznych, zmiany polegające na zaniku występowania znacznej części populacji biologicznych.
W odniesieniu do wód podziemnych:
a) wartości wskaźników jakości wody potwierdzają oddziaływania antropogeniczne,
b) woda nie spełnia wymagań określonych dla wody przeznaczonej do spożycia przez ludzi.

## Od 2008 roku
Od 2008 r. klasy jakości wód utożsamiono ze zdefiniowanym zgodnie z Ramową Dyrektywą Wodną stanem ekologicznym lub – dla wód sztucznych lub silnie zmienionych – potencjałem ekologicznym. W przypadku potencjału ekologicznego dopuszczalne jest łączenie klasy I i II (jako potencjał ekologiczny dobry i powyżej dobrego).

### I klasa jakości
Pierwsza klasa jakości oznacza bardzo dobry stan ekologiczny lub maksymalny potencjał ekologiczny. Bardzo dobry stan ekologiczny oznacza, że biologiczne elementy jakości wód osiągają wartości odpowiadające wartościom w niezakłóconych lub nieznacznie zakłóconych warunkach. Również wartości parametrów fizyczno-chemicznych mieszczą się w zakresie odpowiadającym warunkom niezakłóconym. Specyficzne zanieczyszczenia z kolei muszą być poniżej wykrywalności. Elementy hydromorfologiczne również odpowiadają warunkom niezakłóconym.

### II klasa jakości
Druga klasa jakości oznacza dobry stan ekologiczny lub dobry potencjał ekologiczny. Dobry stan ekologiczny oznacza, że biologiczne elementy jakości wód osiągają wartości wskazujące na wpływ antropogeniczny powodujący jedynie niewielkie odchylenia od warunków niezakłóconych. Również wartości parametrów fizyczno-chemicznych mieszczą się w zakresie takim, który oznacza, że ekosystem funkcjonuje zgodnie ze swoim typem oraz niewpływającym negatywnie na elementy biologiczne. Specyficzne zanieczyszczenia z kolei nie mogą przekraczać ustalonych norm. Elementy hydromorfologiczne w wodach uznanych za drugoklasowe nie są oceniane odrębnie, ale muszą pozwalać elementom biologicznym na osiągnięcie stanu dobrego.

### III klasa jakości
Trzecia klasa jakości oznacza umiarkowany stan ekologiczny lub umiarkowany potencjał ekologiczny. Umiarkowany stan ekologiczny oznacza, że biologiczne elementy jakości wód osiągają wartości wskazujące na umiarkowane odchylenia od wartości cechujących biocenozy naturalne dla danego typu wód. Może oznaczać również stan, w którym elementy biologiczne wykazują odchylenia niewielkie, ale za to elementy fizyczno-chemiczne przekraczają wartości typowe dla stanu dobrego. Gdy elementy biologiczne wskazują na stan umiarkowany, elementy fizykochemiczne i hydromorfologiczne już nie są oceniane odrębnie, ale muszą pozwalać elementom biologicznym na osiągnięcie stanu umiarkowanego.

### IV klasa jakości
Czwarta klasa jakości oznacza słaby stan ekologiczny lub słaby potencjał ekologiczny. Słaby stan ekologiczny oznacza, że biologiczne elementy jakości wód osiągają wartości wskazujące na znaczne odchylenia od wartości cechujących biocenozy naturalne dla danego typu wód. Gdy elementy biologiczne wskazują na stan słaby, elementy fizykochemiczne i hydromorfologiczne już nie są oceniane odrębnie, ale muszą pozwalać elementom biologicznym na osiągnięcie stanu słabego.

### V klasa jakości
Piąta klasa jakości oznacza zły stan ekologiczny lub zły potencjał ekologiczny. Zły stan ekologiczny oznacza, że biologiczne elementy jakości wód osiągają wartości wskazujące na poważne odchylenia od wartości cechujących biocenozy naturalne dla danego typu wód, łącznie z brakiem typowych biocenoz. Gdy elementy biologiczne wskazują na stan zły, elementy fizykochemiczne i hydromorfologiczne już nie są oceniane odrębnie, gdyż przyjmuje się, że również one mają wpływ na stan elementów biologicznych.